# Кая, Исаак Самуилович
Исаа́к Самуи́лович Кая́ (18 октября 1887 или 5 [17] октября 1887, Феодосия, Таврическая губерния — 30 марта 1956, Одесса) — российский и советский педагог, историк, этнограф, лингвист, автор первого букваря и учебника для начальных классов на крымчакском языке, просветитель, видный общественный деятель.

## Биография
Родился 18 октября 1887 года в Феодосии в семье мелкого лавочника Шомеля (Самуила) Кая, торговавшего керосином. В 1894 году семья переехала в г. Карасубазар (теперешний Белогорск), где он поступает в местную Талмуд-Тору.
С детства мальчик проявлял незаурядные способности и, после окончания учебного заведения, карасубазарская крымчакская община направила его на общественные деньги в г. Вильно (ныне Вильнюс) в учительскую семинарию. И. С. Кая стал первым крымчаком, получившим высшее образование.
В 1910 году, после окончания семинарии, возвратился в Карасубазар, где организовал и возглавил первую школу (талмуд-тору) для детей крымчаков, в которой вёл обучение на родном языке. Одновременно создал курсы по ликвидации неграмотности среди взрослого населения города. Принимал активное участие в работе Первого съезда крымчаков и проведении Первой переписи крымчакского населения (1913 год). Состоял членом правления карасубазарского Общества пособия бедным крымчакам-евреям «Аавас Хесед». После революции и завершения Гражданской войны работал в системе органов просвещения Крыма, совмещая преподавательскую деятельность с научно-исследовательской и научно-методической работой.
В 1921 году из-за голода переселился в Симферополь. Работая учителем, поступил на вечернее отделение Таврического университета по специальности «востоковедение». В 1928 году написал дипломную работу «Крымчаки, их быт и письменность», отзыв на которую составил В. И. Филоненко. Перед началом войны окончил вечернее отделение Крымского пединститута по специальности «математика».
В 1931 году, получив направление в одну из новоустраиваемых школ ФЗУ, переехал в Керчь. В 1939 году умерла жена Исаака Самуиловича, Ольга Юдовна. После освобождения города от немецких оккупантов в 1942 году эвакуировался в г. Алма-Ату. В 1944 году он реэвакуировался в г. Краснодар к дочери Кларе, а в 1948 году вместе с семьёй переехал на жительство в Одессу.
Все годы, до конца жизни, работал педагогом, преподавателем физики и математики старших классов общеобразовательной школы и вёл научно-исследовательскую работу по истории и этнографии крымчаков. Последнее место работы — средняя школа №30 Ленинского района Одессы.
Умер 30 марта 1956 года от сердечного приступа на 69 году жизни. Похоронен на 3-м еврейском кладбище г. Одессы.

## Культурно-просветительская и общественная деятельность
И. С. Кая был человеком энциклопедических знаний. Кроме крымчакского, русского и крымскотатарского языков владел древнееврейским, немецким, арабским и персидским языками. В 1910 году в Симферополе организовал крымчакское благотворительное общество «Ойзер-Далим», которое помогало малоимущим получать ссуды на льготных условиях.
В 1913 году в Карасубазаре состоялся I Съезд крымчаков, в работе которого И. С. Кая принимал самое активное участие. По итогам съезда предполагалось провести перепись крымчакского населения для выяснения характера его расселения, возрастно-полового состава, брачного и социально-экономического статуса. Кроме того, часть вопросов носила историческую и этнографическую направленность. Организационная работа и проведение переписи была возложена на И. С. Кая. Переписью было охвачено 5282 человека. Заполненные опросные листы, каждый из которых содержал ответы на 50 вопросов, в целях их сохранности, были переданы им на хранение в Государственный музей этнографии СССР (Ленинград) в 1940 году.
В этот же период И. С. Кая начал свою научно-исследовательскую работу по истории и этнографии крымчаков, итоги которой публиковались на страницах журнала «Еврейская старина» (1914, 1916). В соответствии с общегосударственным законодательством об отделении школы от церкви в 1921 году в Крыму были закрыты все мидраши и карасубазарская талмуд-тора. В итоге практически полностью разрушилась сложившаяся система общественных институтов крымчаков, существовавшая до революции. Началось создание принципиально новых советских структур на основах национально-культурной автономии. Их возглавили общественные деятели, выдвинувшиеся ещё до революции (И. С. Кая , А. Пейсах и др.). По их инициативе в 1926 году был проведён I Всекрымский съезд культурно-просветительных обществ крымчаков, выдвинувший развёрнутую программу национально-культурного строительства. Началась работа по реформе школьного образования, в рамках которой И. С. Кая написал и издал первый крымчакский букварь (1928) и первый учебник для начальных классов крымчакских школ (1930). Однако в результате резкого поворота национальной политики государства, к концу 1930-х годов крымчакские школы, клубы и культурно-просветительские общества были ликвидированы.
С 1924 года — член Таврического общества истории, археологии и этнографии.
В годы Великой Отечественной войны И. С. Кая с семьёй жил в г. Керчь, оккупированной в немецко-фашистскими захватчиками. По действиям оккупационных властей И. С. Кая понял, что в городе готовится уничтожение еврейского населения. Для противодействия оккупантам, он создал инициативную группу в составе пяти человек (И. С. Кая, И. И. Валит, М. С. Токатлы, А. С. Мизрахи и З. Я. Борохов), которая попыталась доказать оккупационным властям, что крымчаки — крымские евреи-талмудисты, во всём похожи на крымских караимов и отличаются от них лишь принадлежностью к талмудическому иудаизму и отсутствием мифологемы о своём нееврейском происхождении. Приведённые доводы были столь грамотно сформулированы, что немецкая администрация отложила приведение расстрела крымчаков Керчи до получения по этому вопросу дополнительного разъяснения из центра. К концу декабря из Берлина пришёл ответ, что керченские крымчаки должны быть расстреляны 3 января 1942 года. Однако 30 декабря 1941 года Керченско-Феодосийская десантная операция освободила город и 826 керченских крымчаков были спасены. Впоследствии большей части крымчаков, спасённых перед повторным захватом города немцами, удалось переправиться через Керченский пролив и сохранить свою жизнь.

## Семья
- Жена — Ольга (Ора) Юдовна Хондо[1][11].

- Дети — Яков, Лев и Клара.

## Список работ
- Ханские ярлыки, данные крымчакам // Еврейская старина. — 1914. — Вып. 1. — С.102—103.
- Народное образование у «крымчаков» // Вестник еврейского просвещения. — 1914 — № 29. — Март. — С.76—79.
- Крымчаки. Этнографический очерк (по личным наблюдениям) // Еврейская старина. — 1916 — Вып.1. С. 397—407.
- По поводу одной крымчакской рукописи // Известия Таврического общества истории, археологии и этнографии. — 1927 — Т. I (58). — С. 100—105.
- Крымчаки в Крыму и дело их просвещения // Оку ишлери. — Симферополь, 1926. — № 8—10 (на крымскотатарском языке арабским шрифтом).
- Qrьmcaq вalalarь icyn ana tilinde alefbet ve oqu kitaвь. Qrьm hukimet neşrijatь. — Simferopol, 1928. — 39 c.
- Руководство для обучения крымскотатарскому языку по новому алфавиту. — Симферополь, 1928.
- Qrьmcaq mekteвleriniŋ ekinçi sьnьfьna maxsus oquv kitaвь. Qrьm devlet neşrijatь. — Simferopol, 1930. — 169 c.
- Крымчаки. Керчь, 1936. — Машинопись. — Личный архив Б. М. Ачкинази.